# جورج هارولد براون
جورج هارولد براون (بالإنجليزية: George Harold Brown)‏ هو مهندس أمريكي، ولد في 14 أكتوبر 1908 في ميلواكي في الولايات المتحدة، وتوفي في 11 ديسمبر 1987 في برينستون في الولايات المتحدة.

## وصلات خارجية
- جورج هارولد براون على موقع الموسوعة البريطانية (الإنجليزية)